# Никиця Валентич
Никиця Ва́лентич (хорв. Nikica Valentić, 10 грудня 1950, Госпич, Народна Республіка Хорватія, Федеративна Народна Республіка Югославія — 3 травня 2023) — хорватський політичний діяч, колишній прем'єр-міністр Хорватії.

## Біографія
Валентич народився у Госпичі, 1974 року закінчив юридичний факультет Загребського університету.
Перед тим, як займатися політикою, Валентич був високопосадовцем хорватської нафтової компанії INA.
4 квітня 1993 року як член Хорватської демократичної співдружності Валентич призначається президентом Франьо Туджманом на пост прем'єр-міністра Хорватії. Цю посаду він обіймає до 4 листопада 1995 року.
Через кілька місяців після того, як уряд Валентича приступив до виконання службових обов'язків, він провів девальвацію хорватського динара, зупинивши інфляцію і принісши Хорватії деяку економічну стабільність вперше після початку війни за незалежність. У червні 1994 року хорватський динар було замінено куною.
У 1995 році під час його перебування на посаді хорватські війська і поліція провели операцію «Буря», яка в кінцевому підсумку приведе до кінця війни в Хорватії та сусідній Боснії і Герцеговині.
Після того як сплинув строк його прем'єрських повноважень, Валентич до 2003 року був депутатом хорватського парламенту.